# 6904 McGill
6904 McGill è un asteroide della fascia principale. Scoperto nel 1990, presenta un'orbita caratterizzata da un semiasse maggiore pari a 2,4804523 UA e da un'eccentricità di 0,1067404, inclinata di 5,73743° rispetto all'eclittica.